# Archaeosporales
Archaeosporales är en ordning av svampar. Archaeosporales ingår i klassen Glomeromycetes, divisionen Glomeromycota och riket svampar.
| Archaeosporales | \| \| Ambisporaceae \| \| \| \| \| \| Archaeosporaceae \| \| \| \| \| \| Geosiphonaceae \| \| \| \| |
|                 | \| \| Ambisporaceae \| \| \| \| \| \| Archaeosporaceae \| \| \| \| \| \| Geosiphonaceae \| \| \| \| |
|                 | Diversisporales                                                                                     |
|                 | |
|                 | Glomerales                                                                                          |
|                 | |
|                 | Paraglomerales                                                                                      |
|                 | |
|                 | Ambisporaceae                                                                                       |
|                 | |
|                 | Archaeosporaceae                                                                                    |
|                 | |
|                 | Geosiphonaceae                                                                                      |
|                 | |

|  | Ambisporaceae    |
|  |                  |
|  | Archaeosporaceae |
|  |                  |
|  | Geosiphonaceae   |
|  |                  |